# Инталинський сільський округ (Алакольський район)
Интали́нський сільський округ (каз. Ынталы ауылдық округі, рос. Ынталинский сельский округ) — адміністративна одиниця у складі Алакольського району Жетисуської області Казахстану. Адміністративний центр — село Интали.
Населення — 729 осіб (2021; 529 у 2009, 723 у 1999, 935 у 1989).
Станом на 1989 рік існувала Инталинська сільська рада (село Интали).